# Spilosoma pauliani
Spilosoma pauliani là một loài bướm đêm thuộc phân họ Arctiinae, họ Erebidae.